# Henry Northcote
Henry Northcote, 1. baron Northcote (ur. 18 listopada 1846 w Londynie, zm. 29 września 1911 w Ashford, Kent) – brytyjski polityk, dyplomata i administrator kolonialny. W latach 1904–1908 gubernator generalny Australii.

## Życiorys
Jego ojciec był wpływowym politykiem Partii Konserwatywnej. Henry ukończył Eton College, a następnie Uniwersytet Oksfordzki, po czym wstąpił w szeregi służby dyplomatycznej. W latach 1880–1899 był członkiem Izby Gmin reprezentującym Exeter, a następnie mianowano go gubernatorem Bombaju, co wiązało się z nadaniem tytułu szlacheckiego (jako młodszy syn nie mógł odziedziczyć tytułu swego ojca, będącego hrabią Iddesleigh). W 1904, gdy był wciąż w Indiach, minister kolonii, Joseph Chamberlain, zaproponował mu objęcie urzędu gubernatora generalnego Australii.
Jako faktyczna głowa państwa australijskiego, dwukrotnie odrzucał prośby kolejnych premierów o rozwiązanie parlamentu. Jego znaczenie zmalało w 1906, kiedy to za sprawą wyborczej klęski konserwatystów w Wielkiej Brytanii, stracił znaczną część swoich wpływów w Londynie. Od 1907 toczył boje z Alfredem Deakinem dotyczące zakresu australijskiej suwerenności w stosunkach z metropolią. Ostatecznie w lutym 1908 postanowił odejść ze stanowiska rok przed upływem kadencji. Po powrocie do Anglii zapadł na zdrowiu i zmarł bezpotomnie w 1911, będąc tym samym pierwszym i ostatnim baronem Northcote.